# Bandiera di bompresso

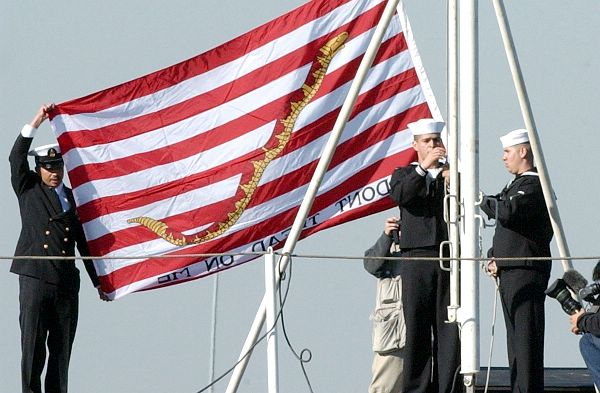
Marinai statunitensi alzano la bandiera di bompresso degli Stati Uniti a bordo della portaerei nel 2001

La bandiera di bompresso (a volte indicata anche con l'espressione inglese jack) è un particolare tipo di bandiera impiegata negli ambienti nautici; deve il suo nome al fatto di essere alzata sull'albero di bompresso o comunque su un pennone posto all'estrema prua delle imbarcazioni.

## Utilizzo
La bandiera di bompresso è tipicamente esposta da unità navali della marina militare di uno Stato, ma in alcune nazioni esistono jack appositi per unità della marina mercantile o per altri servizi governativi di stato. Generalmente, la bandiera di bompresso è alzata solo in determinate circostanze e in particolare quando la nave non si trova in movimento, come ad esempio quando è ferma all'àncora od ormeggiata a una boa, oppure quando viene esposto il gran pavese; nel Regno Unito anticamente l'alzare il jack era un segnale per indicare la presenza a bordo di un pilota.
Sebbene alcune nazioni (ad esempio Francia o India) impieghino come bandiera di bompresso la propria bandiera nazionale, solitamente il jack è un'insegna apposita, generalmente quadrata o di dimensioni più piccole rispetto alle altre bandiere; una bandiera di bompresso può riprendere i colori della bandiera nazionale (come in Regno Unito, Belgio o Norvegia), dell'insegna navale (come in Germania o Svezia) o dello stemma di Stato (come in Portogallo o Perù), oppure avere un disegno del tutto peculiare (come negli Stati Uniti d'America o in Italia).
I primi usi documentati della bandiera di bompresso risalgono al XVI secolo in Inghilterra, istituzionalizzati poi alcuni anni dopo il proclama di re Carlo I d'Inghilterra del 1634 che limitava l'impiego della bandiera nazionale (detta Union Jack, da cui l'origine del termine inglese) alle sole unità navali del monarca.

## Tipi

### Insegne di guerra come bompresso
I paesi che usano il loro vessillo di guerra anche come jack, di solito ne esibiscono una versione più piccola a prua.

Danimarca
Egitto
Germania
Svezia

### Versioni in formato quadrato della bandiera nazionale come bompresso

Belgio
Norvegia
Romania

### Sezione della bandiera nazionale come bompresso

Cile
Grecia
Liberia
Taiwan
Stati Uniti (sia civile che militare)

### Stemma nazionale come bompresso

Colombia
Croazia
Repubblica Dominicana
Finlandia
Iran
Lituania
Malta
Montenegro
Perù
Portogallo
Spagna
Ucraina (1992)

### Bandiera nazionale come bompresso

Australia
Bangladesh
Canada (dal 2013)[4]
Francia
India
Giappone
Malesia[5]
Birmania
Nuova Zelanda
Filippine
Sud Africa (insegna militare nel 1994)
Singapore
Turchia
Ucraina
Vietnam
Regno Unito

### Casi particolari di bompresso

Argentina
Bolivia
Brasile
Bulgaria
Cambogia[6]
Cuba
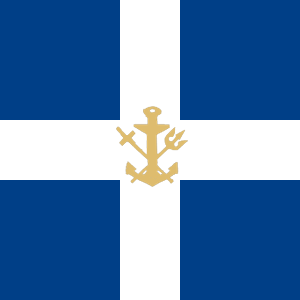
Cipro
Ecuador
Estonia
Georgia (2004-2009)
Indonesia
Irlanda
Italia (militare)
Italia (civile)
Kazakistan
Corea del Nord
Corea del Sud (sia civile che militare)
Lettonia
Messico
Marocco
Marina navale olandese (Prinsengeus, storico)
Paesi Bassi (Enkele Geus, non ufficiale)
Nicaragua, identica alla "lettera Z" nel codice internazionale nautico
Pakistan
Panama
Paraguay
Polonia
Russia
Arabia Saudita
Slovenia
URSS (1932-1991)
Thailandia
Uruguay
Regno Unito (civile)
Stati Uniti (1776-1777)
Stati Uniti (2002-2019)
Venezuela